# Erodium keithii
Erodium keithii är en näveväxtart som beskrevs av Guittonn. och Le Houerou. Erodium keithii ingår i släktet skatnävor, och familjen näveväxter. Inga underarter finns listade i Catalogue of Life.